# Mount Cornwall
Mount Cornwall är ett berg i Kanada.   Det ligger i provinsen Alberta, i den centrala delen av landet, 2 900 km väster om huvudstaden Ottawa. Toppen på Mount Cornwall är 2 962 meter över havet, eller 729 meter över den omgivande terrängen. Bredden vid basen är 11,3 km.
Terrängen runt Mount Cornwall är varierad.Trakten runt Mount Cornwall är nära nog obefolkad, med mindre än två invånare per kvadratkilometer.. Det finns inga samhällen i närheten. 
I omgivningarna runt Mount Cornwall växer i huvudsak barrskog.